# Urjala
Urjala este o comună din Finlanda.